# HeartB
HeartB (hangeul: 하트비 ; RR: Hateubi) est un boys band sud-coréen formé par MarblePop Entertainment. Le groupe se compose de quatre membres: Dojin, Jinwook, Chanyeong et Byulha. Ils ont fait leurs prédébuts en sortant le single "Shine" le 3 décembre 2014 et ont ensuite fait leurs débuts officiels avec le mini-album "Remember" sorti le 6 mai 2015.

## Histoire

### Prédébuts
HeartB a commencé son activité avec la sortie d'un court teaser pour leur premier single numérique « Shine » le 30 novembre 2014. Une narration était faite par le speaker Choi Hee. Le single "Shine" est sorti le 3 décembre 2014 en tant que single numérique, sans vidéoclip ni de copie physique. Le groupe voulait un concept "no face, just voice" en sortant juste une chanson, sans vidéoclip ni d'apparitions publiques pour la promouvoir.
Le 7 janvier 2015, le groupe a sorti la chanson "Missing You", en featuring avec Zia. Elle a été accompagnée par un vidéoclip retraçant l'histoire d'une femme et d'un homme ayant un accident de bus. Le vidéoclip a dévoilé le premier membre du groupe, qui est Dojin. Malgré l'absence de promotions, la chanson s'est classée n°1 sur plusieurs sites musicaux.

### 2015: Débuts officiels,RememberetBeautiful Story
Le 6 mai, HeartB sort le mini album Remember, qui inclut leurs deux singles "Shine" et "Missing You", ainsi que deux nouvelles chansons et la chanson titre "Remember". Le groupe a fait la promotion de la chanson sur plusieurs émissions musicales et de radio.
Le 31 juillet, HeartB a annoncé une collaboration avec Jung Jaewook pour un remake de "With My Eyes Closed".
Le 14 septembre, le groupe a sorti leur deuxième mini-album Mi Story (coréen : 美STORY) avec la chanson titre "Beautiful", sur laquelle on peut entendre le rappeur Andup. Dojin a participé à l'écriture des paroles pour toutes les chansons tandis que Byulha a pris part à la composition de deux d'entre elles. Le groupe a fait la promotion de la chanson à la télévision et à la radio, et ont participé à plusieurs événements.
Le 9 novembre, le groupe a sorti son quatrième single numérique « A Song For You ».

## Membres
,,
- Dojin (hangeul: 도진) de son vrai nom Lee Duryeot (이두렷) est né le 28 décembre 1995 dans Suwon à Gyeonggi-do. Avant de débuter avec HeartB, Dojin était le chanteur du groupe d'idoles Iconize sous son vrai nom[8].
- Kim Jinwook (hangeul: 김진욱) est né le 3 février 1994 dans Uijongbu à Gyeonggi-do. Il est un ancien stagiaire de Jellyfish Entertainment et est un ami proche de deux membres de VIXX, N (HeartB a composé et interprété le générique de son émission de radio) et Hongbin. Il étudie le japonais et a fait du kendo quand il était plus jeune.
- Chanyeong (hangeul: 찬영) de son vrai nom Kim Seokgyun (김석균) est né le 5 février 1995 dans Jinju à Gyeongsangnam-do. Il parle couramment anglais.
- Byulha (hangeul: 별하) de son vrai nom Im Gyeongman (임경만) est né le 13 juillet 1997 dans Sokcho à Gangwon-do. Avant de débuter avec HeartB, il a remplacé Dojin en tant que chanteur du groupe d'idoles TOTO Caelo (anciennement Iconize), en prenant le nom de scène Hyeyoom. Il a quitté le groupe en décembre 2014 et a été le dernier membre à rejoindre HeartB.

## Discographie

### Singles numériques
| Année | Informations | Liste des pistes                                                  |
| ----- | --- | ----------------------------------------------------------------- |
| 2014  | "Shine" (선택해줘) - Date de sortie : 3 décembre 2014 - Langue : coréen - Durée : 6:52 - Label : MarblePop                      | 1. "Shine (선택해줘)" 2. "Shine (선택해줘) (Instrumental)         |
| 2015  | "Missing You" (혼잣말) - Date de sortie : 7 janvier 2015 - Langue : coréen - Durée : 7:53 - Label : MarblePop                   | 1. "Missing You (혼잣말)" 2. "Missing You (혼잣말) (Instrumental) |
| 2015  | "With My Eyes Closed" (가만히눈을감고) - Date de sortie : 1er juillet 2015 - Langue : coréen - Durée : 5:41 - Label : MarblePop | 1. "With My Eyes Closed (가만히눈을감고)"                         |
| 2015  | "A Song For You" (#너로만든노래) - Date de sortie : 9 novembre 2015 - Langue : coréen - Durée : 4:02 - Label : MarblePop        | 1. "A Song For You (#너로만든노래)"                               |
| 2016  | "Sweet Her" (달콤그녀) - Date de sortie : 19 mai 2016 - Langue : coréen - Durée : 3:44 - Label : MarblePop                      | 1. "Sweet Her (달콤그녀)"                                         |

### Mini-albums
| Année | Informations                                                                                                  | Liste des pistes |
| ----- | --- | --- |
| 2015  | Remember (밥 한공기) - Date de sortie : 6 mai 2015 - Langue : Coréen - Durée : 18:02 - Label : MarblePop      | 1. "Remember (밥 한공기)" 2. "Love Letter (널 사랑해 말하면)" 3. "Promise U" 4. "Shine (선택해줘) (Mini Ver.)" 5. "Missing you (혼잣말) (with Zia)" 6. "Remember (밥 한공기) (Instrumental) |
| 2015  | Mi Story (美STORY) - Date de sortie : 15 septembre 2015 - Langue : coréen - Durée : 15:53 - Label : MarblePop | 1. "Beautiful (feat Andup)" 2. "Please (넌 꼭)" 3. "Our Relationship (다 그런거래)" 4. "Shining Girl (니가 좋아)" 5. "Lean On Me (토닥)" 6. "Beautiful (Instrumental)                       |

### Bandes-son
| Année | Informations | Liste des pistes                   |
| ----- | --- | ---------------------------------- |
| 2015  | "There's No Love" (사랑은 없다) - Date de sortie : 1er juillet 2015 - Langue : coréen - Durée : 4:00 - Label : MarblePop | 1. "There’s No Love (사랑은 없다)" |